# Sabotaż

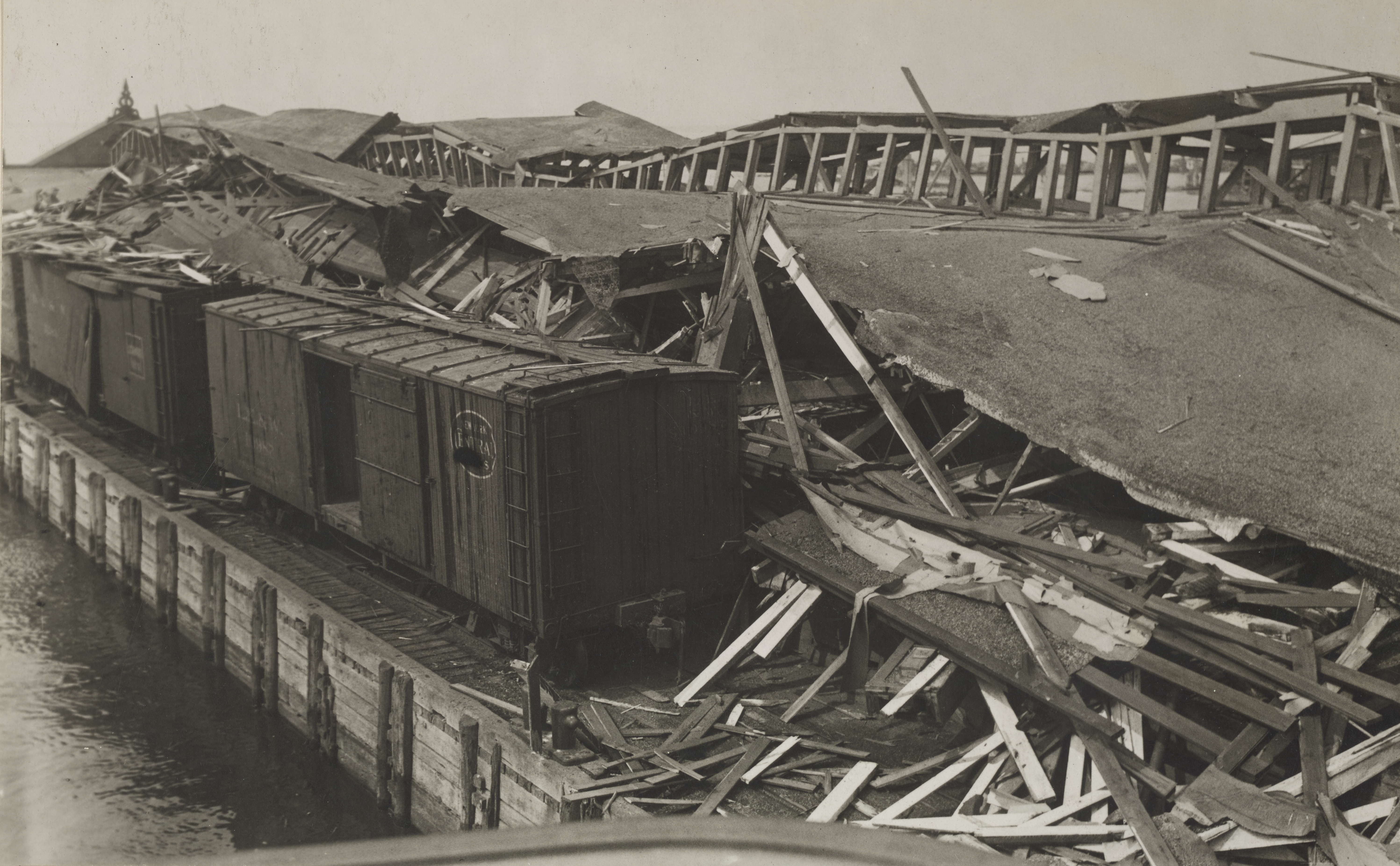
Zniszczenia wywołane sabotażem (eksplozja na wyspie Black Tom)

Sabotaż (z fr. sabotage) – umyślne niewypełnienie albo wypełnianie wadliwie swoich obowiązków w zamiarze wywołania dezorganizacji, strat i szkód. Sabotaż ma na celu uniemożliwienie lub utrudnienie prawidłowego funkcjonowania zakładów albo urządzeń lub instytucji o poważnym znaczeniu dla działania państwa.
W obowiązującym w Polsce kodeksie karnym penalizowany jest jedynie sabotaż komputerowy. Zgodnie z artykułem 269 kodeksu karnego polega on na niszczeniu, uszkadzaniu, usuwaniu lub zmianie danych informatycznych o szczególnym znaczeniu dla obronności kraju, bezpieczeństwa w komunikacji, funkcjonowania administracji rządowej, innego organu państwowego lub instytucji państwowej albo samorządu terytorialnego albo zakłócaniu lub uniemożliwianiu automatycznego przetwarzania, gromadzenia lub przekazywania takich danych.
Sabotaż komputerowy zagrożony jest karą pozbawienia wolności od pół roku do 8 lat. Karalności podlega także niszczenie, uszkadzanie lub zmienianie komputerowego urządzenia służącego do automatycznego gromadzenia, przetwarzania i przesyłania informacji.